# Clifford (Dakota du Nord)
Pour les articles homonymes, voir Clifford.
La ville américaine de Clifford est située dans le comté de Traill, dans l’État du Dakota du Nord. Selon le recensement de 2010, sa population s’élève à 44 habitants.

## Histoire
Clifford a été fondée en 1883.

## Démographie
| 1950 | 1960 | 1970 | 1980 | 1990 | 2000 |
| ---- | ---- | ---- | ---- | ---- | ---- |
| 158  | 109  | 84   | 51   | 51   | 51   |

| 2010 | - | - | - | - | - |
| ---- | - | - | - | - | - |
| 44   | - | - | - | - | - |